# Kirsten Münchow
Kirsten Münchow-Klose (Rehren, 21 januari 1977) is een atleet uit Duitsland.
Op de Olympische Zomerspelen in 2000 nam ze voor Duitsland deel aan het onderdeel kogelslingeren onder de naam Kirsten Münchow. Ze gooide met 69.28 meter een nieuw persoonlijk record, en pakte de bronzen medaille.
Ook de zoon van Klose, Sören Hilbig, doet aan kogelslingeren, en krijgt krachttraining van zijn moeder.
- World Athletics: 14279016